# Джон Генрі Ньюмен
Святий Джо́н Ге́нрі Нью́мен (англ. John Henry Newman; 21 лютого 1801, Лондон, Велика Британія — 11 серпня 1890, Едгбастон, Бірмінгем) — англійський кардинал, теолог, поет, центральна фігура релігійного життя Великої Британії вікторіанського періоду. 

## Біографія
Очолював Оксфордський рух, що добивався оновлення Англіканської Церкви за зразком Вселенської Церкви перших п'яти століть. У 1845 році перейшов у католицтво, відстоював ідеї скотизму і принцип свободи волі, керував католицьким університетом у Дубліні (1854–1858). З 1879 року стає кардиналом, одним з провідних теологів Католицької Церкви, попередником ідей ІІ Ватиканського Собору. На думку Джойса, Честертона та інших, Ньюмен — велика постать англійської літератури, блискучий стиліст і майстер парадоксу, автор однієї з кращих автобіографій XIX століття — «Apologia Pro Vita Sua» (1864).

## Канонізація
Канонізований Католицькою церквою в 2019 році.
У 2021 році причислений до лику святих також Англіканською церквою.
День пам'яті - 11 серпня.